# Olga Saska
Olga Saska – polska pisarka.

## Życiorys
Z wykształcenia jest fizykiem. Pracuje jako tłumacz. Mieszka w Poznaniu.

## Twórczość
Zadebiutowała w 2004 roku powieścią Błędne ścieżki Armanda Sombrevala. Jest także autorką opowiadań: Sen Gaspara, które wchodzi w skład zbioru Opowieści wigilijne (Prószyński i S-ka, 2005), oraz Filozofia ucieczki, opublikowanego w zbiorze Opowiadania pod psem i kotem (Wydawnictwo MG, 2008).